# Relaciones España-Kuwait
Las relaciones España-Kuwait son las relaciones bilaterales entre estos dos países. Kuwait tiene una embajada en Madrid. España tiene una embajada en la Ciudad de Kuwait.

## Relaciones diplomáticas
España y Kuwait establecieron relaciones diplomáticas al poco de producirse la independencia de Kuwait en 1961 y, por Decreto 3500/1964, de 29 de octubre, se creó la Embajada de España en Kuwait. España fue uno de los 35 países que participaron en la coalición internacional que bajo el mandato de las Naciones Unidas contribuyeron a la liberación de Kuwait en febrero de 1991 tras la invasión y ocupación por el Irak de Saddam Hussein en agosto de 1990.
Por Real Decreto 977/2011, de 8 de julio, se creó la Agregaduría de Economía y Comercio de la Embajada de España en Kuwait. Las relaciones bilaterales son excelentes y se asientan en una firme amistad entre las dos Casas Reales.

## Relaciones económicas
Las relaciones económicas y comerciales entre España y Kuwait han sido tradicionalmente muy discretas, pero desde 2010 están creciendo a buen ritmo. En julio de 2011 fue creada oficialmente la Oficina Económica y Comercial de la Embajada de España en Kuwait para reforzar la presencia comercial española en el país, coincidiendo con una mejora significativa en cifras de exportación y con la firma de contratos por parte de varias empresas españolas.
El comercio bilateral alcanzó en efecto en 2014 una cifra récord, con unas exportaciones españolas a Kuwait de más de 380 millones de euros anuales (diversificadas por sectores, con gran peso de moda textil, productos cerámicos y aparatos mecánicos), e importaciones de 111 millones (petróleo y derivados).
España se ha convertido de esta manera en el 22º proveedor de emirato. En los últimos tiempos, varias empresas españolas han firmado contratos en
Kuwait, especialmente empresas de construcción e ingeniería como OHL (carretera Jamal Abdul Nasser) INECO (dirección del proyecto de ampliación del aeropuerto de Kuwait) así como INDRA (control de tráfico aéreo y sistema de comunicaciones del aeropuerto de Kuwait) y HERA (descontaminación de vertidos de petróleo). En 2015 se firmaron los contratos de las empresas Elecnor y TSK con el Kuwait Institute for Scientific Reasearch para la construcción y puesta en marcha de un proyecto piloto estratégico de energías renovables en Al Shagaya, así como dos importantes contratos en el sector petroquímico de los que es beneficiaria Técnicas Reunidas (Refinería de Al Zur y 5º Tren de Gas del puerto de Ahmadi).
También es creciente la presencia de empresas del sector de moda (Zara, Women’s Secrets, Cortefiel, Adolfo Domínguez, Rosa Clará, Maximo Dutti, Oysho, Mango, Stradivarius, entre otras muchas) o del ámbito de la distribución (ALDEASA tiene la concesión de las tiendas de Duty free del aeropuerto de Kuwait).